# Galerie profonde (Hercherhof)
Tiefer Stollen
 (26 août 2018).
Le contenu est difficilement compréhensible vu les erreurs de traduction, qui sont peut-être dues à l'utilisation d'un logiciel de traduction automatique.

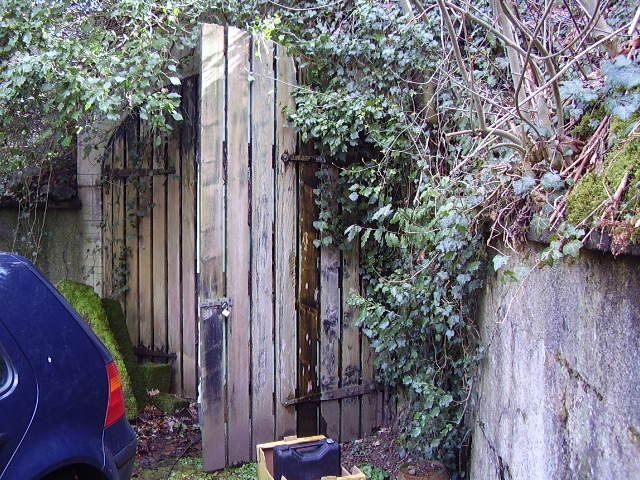
Cette partie du complexe minier de la Schauinsland n'est pas disponible au public

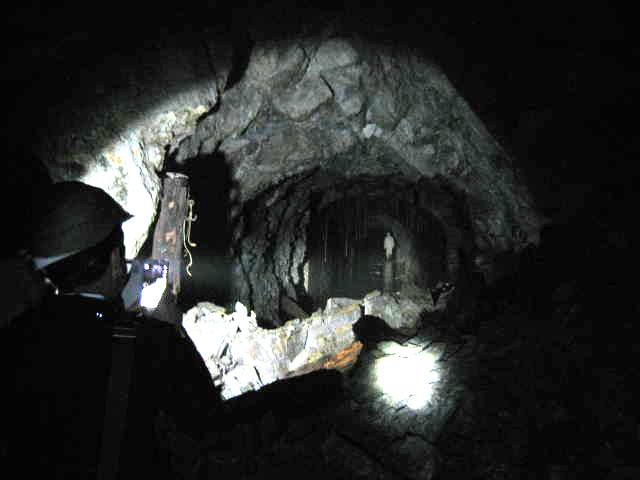
Vérification de la zone arrière partiellement enterrée

Le tunnel profond (Tiefer Stollen en allemand), est une galerie dont l'entrée est à Hercherhof près de Fribourg, en Allemagne. Construit pour la Stolberger Zink AG (de), il fait partie du complexe minier du Schauinsland et fournit un accès plus aisé au septième étage du puits de la mine du Roggenberg.

## Histoire
Après l'acquisition des droits miniers par la Stolberger Zink AG en 1935, la construction du tunnel a commencé en 1938 dans le cadre d'un plan économique de quatre ans destiné à préparer l'Allemagne nazie pour la guerre. C'était
le nom de Hermann Göring invoqué dans un litige entre la compagnie minière et l'état agence de protection de l'environnement lorsque l'agence a demandé l'écologisation des déblais.
L'objectif d'une telle construction était de remplacer le téléphérique de minerais assurant leur transport vers Fribourg, puis vers la Stolberg Zink AG à Pforzheim pour un traitement ultérieur. La taille du tunnel de 2,5 m par 2,5 m correspond à l'espace initialement nécessaire pour un transport à cheval. En 1944, ce tunnel atteint une longueur de plus de 3,4 km, grâce au travail des prisonniers de guerre. Le raccordement final à la galerie Léopold a probablement eu lieu en 1946. Ce niveau était utilisé jusqu'en 1954. Dans les années 1960, le tunnel s'est effondré à 720 mètres de l'entrée de la vallée Kappel. Le projet d'extension de la partie nord pour l'exploitation de minerai n'a jamais été achevé, et 300 m restent à être creusés.
Cette construction souterraine fait partie d'une plus grande mine d'argent médiévale dans la montagne Schauinsland près de Fribourg-en-Brisgau, signe des derniers efforts de guerre pour extraire le zinc et le minerai de plomb. Aujourd'hui, le grand complexe minier est utilisé comme site de dépôt de documents historiques d'une part, et comme centre d'aventure pour touristes, étudiants et géologues amateurs d'autre part.